# Lombray
Lombray est une localité de la commune de Camelin et une ancienne commune française, située dans le département de l'Aisne en région Hauts-de-France.

## Toponymie
Le nom de la localité est attesté sous la forme Longbray en 1745.
De la langue d'oïl, l'adjectif long  et du mot brai « boue , fange , marais » , d'origine gauloise.

## Histoire
La commune de Lombray a été créée lors de la Révolution française. Le 1er juillet 1971, elle est supprimée à la suite d'un arrêté préfectoral du 15 juin 1971. Son territoire est alors rattaché à la commune voisine de Camelin-et-le-Fresne par le même arrêté et la nouvelle entité prend le nom de Camelin.

## Géographie
La commune avait une superficie de 2,46 km2.

## Administration
Jusqu'à sa suppression en 1971, la commune faisait partie du canton de Coucy-le-Château-Auffrique dans le département de l'Aisne. Elle portait le code commune 02436. Elle appartenait aussi à l'arrondissement de Laon depuis 1801 et au district de Chauny entre 1790 et 1795. La liste des maires de Lombray est :
| Période                                  | Période | Identité                | Étiquette | Qualité |
| ---------------------------------------- | ------- | ----------------------- | --------- | ------- |
|                                          |         |                         |           |         |
|                                          |         |                         |           |         |
| 1862                                     | 1869    | André Bayart            |           |         |
| 1869                                     | 1877    | Louis François Maréchal |           |         |
| 1877                                     | 1892    | Louis Eugène Azoeuf     |           |         |
| 1892                                     | 1897    | Désiré Poulle           |           |         |
| 1897                                     | 1898    | Léon Bocquet            |           |         |
| 1898                                     | 1902    | Désiré Poulle           |           |         |
|                                          |         |                         |           |         |
|                                          |         |                         |           |         |
|                                          |         |                         |           |         |
|                                          |         |                         |           |         |
| Les données manquantes sont à compléter. |         |                         |           |         |

## Démographie
Jusqu'en 1971, la démographie de Lombray était :
| 1793 | 1800 | 1806 | 1821 | 1831 | 1836 | 1841 | 1846 | 1851 |
| ---- | ---- | ---- | ---- | ---- | ---- | ---- | ---- | ---- |
| 45   | 43   | 54   | 78   | 62   | 68   | 72   | 78   | 73   |

| 1856 | 1861 | 1866 | 1872 | 1876 | 1881 | 1886 | 1891 | 1896 |
| ---- | ---- | ---- | ---- | ---- | ---- | ---- | ---- | ---- |
| 55   | 57   | 58   | 55   | 51   | 54   | 52   | 50   | 41   |

| 1901 | 1906 | 1911 | 1921 | 1926 | 1931 | 1936 | 1946 | 1954 |
| ---- | ---- | ---- | ---- | ---- | ---- | ---- | ---- | ---- |
| 38   | 37   | 45   | 25   | 28   | 37   | 28   | 24   | 18   |

| 1962 | 1968 | - | - | - | - | - | - | - |
| ---- | ---- | - | - | - | - | - | - | - |
| 28   | 37   | - | - | - | - | - | - | - |